# Teatr Scala w Łodzi
Teatr Scala w Łodzi – teatr żydowski w Łodzi otworzony w 1912 i działający do 1933.
Teatr otwarto 1 września 1912 w Łodzi przy ul. Więckowskiego 15. Został wybudowany przez Stefana Kobylińskiego oraz Eugeniusza Gundelacha. Początkowo odbywały się tu przedstawienia variété. Występowały w nim głównie żydowskie zespoły operetkowe i dramatyczne. W 1933 został tu przeniesiony łódzki Teatr Miejski. Obecnie w gmachu teatru znajduje się Teatr Nowy.
Dyrektorami teatru byli Juliusz Adler i Herman Sierocki.